# Вероніка Абад
Марія Вероніка Абад Рохас (ісп. María Verónica Abad Rojas; нар. 14 листопада 1976, Куенка) — еквадорський державний і політичний діяч, віце-президент Еквадору з 23 листопада 2023 року.

## Біографія
Народилася в Куенці. Вона належить до сім'ї музикантів, у якій провела своє дитинство, займаючись балетом та граючи на музичних інструментах, таких як фортепіано та скрипка.
Вона навчалася, але не закінчила бізнес-адміністрування. Потім вона пройшла кілька короткострокових курсів в якості тренера з підприємництва в Сантьяго, політичної стратегії у Фонді Фрідріха Науманна за Свободу в Гуммерсбах, Німеччина, інновацій та технологій в Інституті друзів Сіона, Єрусалим.

## Політична кар'єра
Абад почала займатися політикою, коли взяла участь у місцевих виборах в Еквадорі в 2006 року. Пізніше вона стала засновницею Мережі жінок-директорів і працювала над міжнародними проектами підтримки підприємництва, особливо молоді та жінок.
З 2020 по 2022 рік працювала в Міністерстві боротьби з дитячим недоїданням.
На місцевих виборах в Еквадорі в 2023 року Абад була кандидатом на посаду мера Куенкі від руху «АМІГО».
На загальних виборах пізніше того ж 2023 року Абад стала напарником кандидата в президенти Даніеля Нобоа. Балотуючись від партії «Національна демократична дія», вони несподівано вийшли до другого туру виборів.

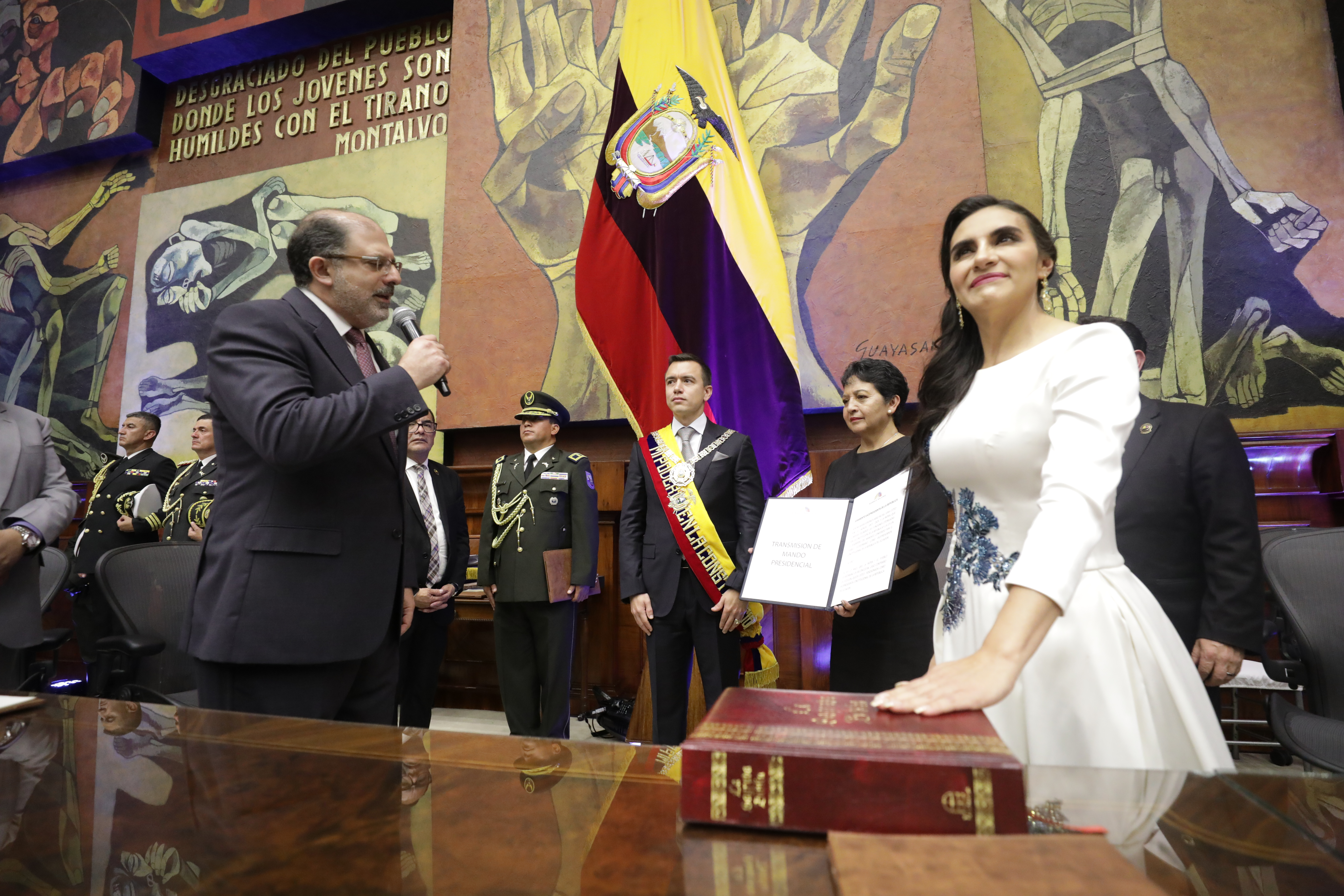
Абад приведена до присяги як віце-президент у листопаді 2023 року

Після її обрання віце-президентом у 2023 році перше офіційне доручення Вероніки Абад було дуже напруженим. Президент Данієль Нобоа призначив її Спеціальним посланником з питань миру в Ізраїлі, якій доручено сприяти діалогу та деескалації напруженості після конфронтації в Газі у 2023 році. Таким чином він фактично дистанціював її від своєї адміністрації. 4 грудня президент Нобоа офіційно призначив її посланцем Еквадору з питань миру в Ізраїлі. Вона прибула в дипломатичну місію 10 грудня.
І Нобоа, і Рохас дистанціювалися один від одного з моменту інавгурації, причому Рохас розпочала особисті нападки на Нобоа, тоді як адміністрація Нобоа виступила проти кількох спірних коментарів Рохас. У травні 2024 Нобоа зареєструвався для переобрання на виборах 2025 року проте відмовився призначати Абад Рохас своїм напарником. У серпні 2024 року Нобоа назвав Марію Хосе Пінто Гонсалес Артігас своїм новим напарником.
У березні 2024 року міністерство юстиції Еквадору затримало сина Абад Рохас у рамках розслідування щодо торгівлі впливом в офісі віце-президента. В результаті адміністрація Нобоа спробувала оголосити імпічмент Рохас у червні 2024 року, проте резолюцію не було прийнято, оскільки в Національній асамблеї було подано 47 голосів «за», що менше необхідних для оголошення імпічменту 92 голосів.
9 листопада 2024 року вона була усунена з посади віце-президента на 150 днів міністерством праці за наказом президента Данієля Нобоа, за невиконання наказу про поїздку до Туреччини через зростання напруженості в секторі Газа. У відповідь Абад Рохас назвала уряд Нобоа "авторитарним" і подала позов проти 150-денного усунення. Нобоа призначив секретаря національного планування Саріху Мойю виконувачем обов'язків віце-президента.
23 грудня Конституційний суд задовольнив захисний позов, поданий віце-президентом Абад, оголосивши її усунення з посади неприпустимим і поновив її на посаді. Цього ж дня президент Нобоа доручив Абад вирушити до Туреччини «для сприяння розвитку економічних відносин Еквадору з урядом цієї країни».
2 січня 2025 року Нобоа знову призначив Мойю виконуючої обов'язки віце-президента до 22 січня або до того моменту, поки Вероніка Абад Рохас не прибуде в посольство Еквадору в Туреччині відповідно до доручення президента Нобоа.
29 березня 2025 року її знову відсторонили.

## Політичні погляди
Абад виступає проти абортів, прав ЛГБТК+ та фемінізму 4-ї хвилі. Вона стверджує, що захищає свободу віросповідання, права особистості, приватну власність, малий уряд та вільний ринок . Вона також виявляла симпатію до ультраправих політиків та політичних партій, таких як Дональд Трамп, Жаїр Болсонару та іспанська партія «Голос».